# 喬琳娜·瑪麗
喬琳娜·瑪麗（英語：Jolene Marie Cholock-Rotinsulu，1996年3月15日—），印度尼西亚模特儿、演员兼選美冠軍。出生于美國，母亲是美国人。
2019年11月12日，她在美国東京都举办的第59届国际小姐总决赛中代表菲律賓摘得桂冠。她也是史上第三位夺得环球小姐总冠军的菲律賓选手。